# Razbojna (Serbia)
Razbojna (cyr. Разбојна) – wieś w Serbii, w okręgu rasińskim, w gminie Brus. W 2011 roku liczyła 396 mieszkańców.